# Kaufhaus Kortum

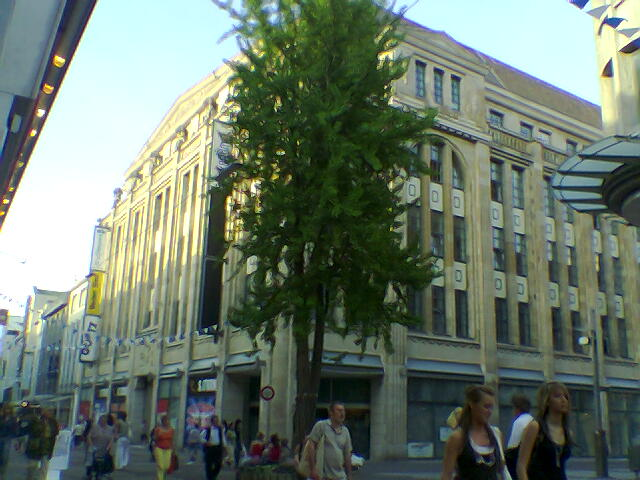
Das Kaufhaus Kortum in Bochum

Das Kaufhaus Kortum war ein traditionsreiches Warenhaus in Bochum.

## Übersicht
Das Gebäude wird nach Umbau und Umnutzung heute Kortumhaus genannt und bietet eine der größten Büro- und Verkaufsflächen in Bochum. In dem Gebäude finden 14 Mieteinheiten (von 193 bis 4800 m²) mit einer Gesamtfläche von 7596 Quadratmetern für Startups und größere Firmen Platz, hinzu kommen Einzelhandelsflächen. Die Vermietung und Verwaltung erfolgt durch das Kölner Unternehmen Strunk-Immobilien.
Im Dezember 2007 zogen nach durchgreifendem Umbau des Gebäudeinneren u. a. Filialen der Elektrofachmarkt-Kette Saturn, der Genossenschaftsbank Sparda-Bank West und der Spielwaren-Handelskette Spiele Max AG in das Gebäude ein.

## Lage
Das Kortumhaus befindet sich in der Innenstadt Bochums. Umschlossen wird das Gebäude von den Fußgängerzonen Harmoniestraße, Kortumstraße und Grabenstraße. Zwei U-Bahn-Haltestellen in der Nähe und ein Parkhaus direkt am Bauwerk binden das Kaufhaus Kortum an. Der Hauptbahnhof ist acht Gehminuten entfernt.

## Geschichte

Luftbild der Bochumer Innenstadt mit dem markanten Kaufhaus Alsberg, 1931

Werbeanzeige des Kaufhaus Kortum, vormals Alsberg, 1933

Bauherr und ursprünglicher Eigentümer war die Gebr. Alsberg AG, die zum in Köln ansässigen Einzelhandelskonzern von Siegfried und Alfred Alsberg gehörte, nach einigen Jahren aber ihren offiziellen Sitz nach Bochum verlegte.
Das bis 1933 als Kaufhaus Alsberg bekannte Gebäude wurde von 1914 bis 1921 von den Düsseldorfer Architekten Walter Klose und Georg Schäfer errichtet. Der Rohbau war bereits 1915 fertig, doch unterbrach der Erste Weltkrieg die Baumaßnahmen und der Bau diente als Lebensmittellager. Das Steinrelief über dem ehemaligen Haupteingang des Kaufhauses Alsberg und weitere Schmuckelemente wurden vom Bildhauer Johannes Knubel gefertigt. Im Oktober 1921 wurde das Kaufhaus Alsberg schließlich eröffnet.
Die Familie Alsberg wurde 1933 aufgrund ihrer jüdischen Abstammung bzw. Religionszugehörigkeit von den Nationalsozialisten im Zuge der Arisierung enteignet und das Kaufhaus nach dem Arzt, Wissenschaftler und Dichter Carl Arnold Kortum in „Kaufhaus Kortum“ umbenannt. Am 6. Mai 1933 erschien eine letzte Anzeige im Bochumer Anzeiger, in dem die Firma oft mehrfach die Woche Anzeigen schaltete, mit der Bezeichnung Alsberg. Am 3. Juli 1933 wurde mit „Kaufhaus Kortum A-G Bochum, vormals: Gebrüder Alsberg A-G, Bochum“, und am 5. August mit 1933 mit „Kaufhaus Kortum A.-G. Bochum, das deutsche Unternehmen“ inseriert.
Ab dem 9. August 1935 stand die „Bescheinigung über den erfolgreichen Vollzug der Arisierung“ in einer Vitrine im Eingangsbereich des Hauses.
Alfred Alsberg wurde von den Nationalsozialisten als Geschäftsführer des Bochumer Warenhauses weiterbeschäftigt, weil seine Fähigkeiten benötigt wurden. Er und seine Frau Martha wurden im Oktober 1941 ins Ghetto Lodz („Litzmannstadt“) deportiert. Am 14. November 1943 verstarb Alfred im Ghetto Litzmannstadt an Hunger. In den Listen des Ghettos eingetragene Todesursache wurde Herzstillstand eingetragen. Seine Frau Martha wurde am 26. Juni 1944 ins Vernichtungslager Kulmhof gebracht und dort kurz nach ihrer Ankunft ermordet. Seine Mutter Emma wurde im Juni 1942 ins Ghetto Theresienstadt deportiert und kam dort am 1. Dezember 1942 um. Drei Kinder überlebten im Ausland.
Während der Luftangriffe im Zweiten Weltkrieg wurde das Gebäude schwer beschädigt. Eine teilweise Wiedereröffnung fand 1946 statt. Das Haus und insbesondere die Fassade wurde von dem Bochumer Architekten Heinrich Kirchmeier von 1947 bis 1949 instand gesetzt.
Während des Wirtschaftsaufschwungs erfuhr auch das Kaufhaus Kortum eine Blüte. Auf den verschiedenen Geschossen wurden Bücher, Kleidung, Küchenbedarf und Lebensmittel verkauft. In einem Café-Restaurant sorgte eine Liveband für ständige Unterhaltung. Noch bis Ende der 1980er Jahre wurden in der Lebensmittelabteilung viele Artikel traditionell „lose“ verkauft und individuell abgepackt, so z. B. Butter, Mehl oder Gebäck.
Ende der 1980er Jahre erfolgte der Umbau in ein Ladenzentrum. Der 1993 ausgestrahlte TV-Vierteiler Der große Bellheim, der sich mit wirtschaftlichen Problemen eines Warenhauses beschäftigt, wurde hier jeweils nach Ladenschluss gedreht.

## Umstrukturierung
Bald darauf geriet auch das reale Kaufhaus Kortum selbst in wirtschaftliche Not. Es wurde geschlossen und stand zwischenzeitlich leer, dann wurden Einzelhändler und Dienstleister Pächter der Räumlichkeiten.
Das seit 1996 unter Denkmalschutz stehende Kaufhaus Kortum wurde von 1996 bis 2000 vom Architekturbüro SchürmannSpannel AG aus Bochum (Architekt Thomas Schmidt) gesamtsaniert. Dabei wurden die historischen Charakteristika, wie etwa die Natursteinfassade und das historische Treppenhaus materialschonend erhalten. Nach der Sanierung wurde das Kaufhaus mit Läden, Büroflächen und Praxen als Geschäftshaus genutzt. Das Kaufhaus Kortum erhielt im Jahr 2000 beim BDA-Wettbewerb „Auszeichnung guter Bauten“ eine Anerkennung. 2003 wurde das Kaufhaus Kortum mit dem BHU-Bundespreis „für Denkmalschutz und Erhalt historischer Bausubstanz“ ausgezeichnet und unter 100 Wettbewerbsteilnehmern mit dem Sonderpreis der Wilhelm-Münker-Stiftung prämiert.
Die Bimbo-Box, ein Musikautomat mit einem Orchester aus Stofftier-Affen, das sich (nach Geldeinwurf) zur Musik bewegt, ist zwischenzeitlich im Haus Kemnade untergebracht. Ein baugleiches Exemplar kann in Köln (in der Severinstraße) besichtigt werden, ein weiteres wird im Automatenmuseum in der Fisherman’s Wharf in San Francisco gezeigt.
Das 1996 mit unter Denkmalschutz gestellte Treppenhaus und andere Teile der originalen Bausubstanz waren nach der Überzeugung des Bauherrn nicht in diese Umbau-Planung zu integrieren und wurden nach teilweiser Aufhebung des Denkmalschutzes abgerissen. Durch das zuvor nur teilweise genutzte Untergeschoss wurde eine Verbindung zum Parkhaus gebaut und die in dieser Ebene geschaffenen Verkaufsflächen an weitere Geschäfte verpachtet.